# هینزبرگ (نیوجرسی)
هینزبرگ (به انگلیسی: Hainesburg) یک منطقهٔ مسکونی در ایالات متحده آمریکا است که در نوولتون، نیوجرسی واقع شده‌است. هینزبرگ ۰٫۴۰۵ کیلومتر مربع مساحت و ۹۱ نفر جمعیت دارد و ۹۷ متر بالاتر از سطح دریا واقع شده‌است.